# Heinz Sielmann
Heinz Sielmann, född 2 juni 1917 i Rheydt, död 6 oktober 2006 i München, var en tysk naturfotograf, biolog, zoolog och dokumentärfilmare.
Heinz Sielmann var från 1939 inkallad i krigsmakten som lärare för Luftwaffes radiokommunikationsutbildning i Posen, där han hade Joseph Beuys som underordnad. Sielmann studerade vid sidan om biologi på universitetet i Posen. Senare var han förlagd till Kreta, där han också gjorde en naturfilm tillsammans Horst Siewert. Han togs som krigsfånge av Storbritannien vid krigets slut och fick ta med sig sitt material till England, där han fick arbeta vidare med filmen för BBC.
Han var bland annat en av fotograferna vid inspelningen av The Hellstrom Chronicle (1971), som tilldelades en Oscar för bästa dokumentärfilm.
Heinz Sielmann har tagit initiativ till inköp av mark och inrättande av naturskyddsområden på merparten av Döberitzer Heide väster om Berlin. År 2004 inköptes 3.600 hektar av Heinz Sielmann Stiftung, som också äger stora landområden på bland andra Wannichen, Gross Schauener Seen och Kyritz-Ruppner Heide. Bland annat har projekt påbörjats 2010–2014 på Döberitzer Heide för att införa visenter, Przewalskis hästar och kronhjortar i ett viltområde på 1.860 hektar. Så har till exempel under åren sammanlagt 50 visenter satts ut i det fria där, och populationen 2019 var omkring 80 visenter, 24 Przewalsis hästar och omkring 90 kronhjortar.